# Kanindåb
En kanindåb er hos de fleste danske roklubber en indvielse af nye medlemmer. Nye roere kaldes ”kaniner” og bliver i danske roklubber døbt af Kong Neptun. Der er tale om en tradition, der sandsynligvis har sin oprindelse i ”ækvatordåben”, som sømænd udsættes for, når de for første gang passerer ækvator.

## Ritualet
Gennemførelsen af en kanindåb varierer fra klub til klub. Typisk kommer Kong Neptun sejlende med sit følge til klubben. Kaninerne bliver udstyret med kaninører og gulerødder, og bliver buret inde, således at de er lette at fange.
Efter Kong Neptun er kommet i land, holder han en tale, indtager pladsen på podiet og dåbshandlingen går i gang. Første kanin indfanges, får straks ørerne klippet af og bliver indsmurt i den ulækre ”vievand”, som er blevet fremstillet til lejligheden. Lægen undersøger kaninen for de værste sygdomme og Kong Neptun navngiver kaninen, som derefter bliver smidt i vandet. Alt imens publikum og de andre skrækslagne kaniner ser til.
Alle kaniner gennemgår samme ”højtidelige” dåbshandling. 
På de fleste kaniner kan behandlingen virke noget grov, og når den sidste er døbt, tager kaninerne også hævn. Kong Neptun og hans følge prøver at flygte – men altid uden held. Kong Neptun og hele hans følge bliver smidt i vandet, helt eller delvis indsmurt i samme ”vievand” som kaninerne blev indsmurt i.

## Historie
Første gang at Kong Neptun omtales i bladet ”Roning” var i juli 1929, hvor han kom til Sønderborg Roklub, og det er sandsynligt at netop dette år, er det første, hvor en roklub fik så fornemt besøg.
I Roklubben Skjolds klubblad Rosport fra 1904 omtales en ”killinge-fest” til ære for nye medlemmer, hvor der blev pyntet op i klubhuset med bøgegrene, flag og standere. Festdeltagerne fik røde og hvide blomster i knaphullerne, og der blev sunget ”Killinge Kantaten” samt andre sange. Her blev altså holdt en fest for de nye roere; men en dåb var der ikke tale om. I 1920 blev der i Københavns Roklub sunget en sang med ”kanin-tema”. Sangen er skrevet af en københavnsk roer, kaldet ”Sculler”.  Det fremgår ikke af sangens indhold, om der blev afholdt en dåbsakt, og om Kong Neptun deltog.